# Geshtinanna
Geshtinanna, Geštinanna o Ngeshtin-ana és un personatge de la mitologia sumèria, considerada una semideessa; era germana de Dumuzi. A la mort d'aquest, Geshtinanna el va visitar al món dels morts o inframon, i va rebre el dret d'ocupar el seu lloc durant sis mesos. La seva reaparició periòdica estaria lligada al vi a la tardor.